# Метохи (дем Бер)
Метохи (на гръцки: Μετόχι) е село в Република Гърция, област Централна Македония, дем Бер (Верия).

## География
Селото е разположно на югоизточно от Бер (Верия), в най-северните склонове на Голен (Колона) на пътя от Вергина за Бер.

## История
В селото, което е било метох на Берския манастир, са били настанени наемни работници. През 20-те години на XX век в манастира са настанени гърци бежанци. В 1928 година в манастира има 37 семейства бежанци с общо 147 души. Част от бежанците се заселват в съседна Вергина.
| Година    | 1913 | 1920 | 1928 | 1940 | 1951 | 1961 | 1971 | 1981 | 1991 | 2001 | 2011 | 2021 |
| --------- | ---- | ---- | ---- | ---- | ---- | ---- | ---- | ---- | ---- | ---- | ---- | ---- |
| Население |      |      | 149  | 108  | 71   | 35   | 18   | 63   | 163  | 73   | 110  | 68   |